# Carl P. Jensen
Carl Peter Jensen, född 3 januari 1906 i Sundby (Amager), död 28 augusti 1987, var en dansk socialdemokratisk politiker och bostads- och grönlandsminister i flera socialdemokratiska regeringar 1960-1968.

## Bakgrund
Carl P. Jensen var son till muraren Sofus Jensen (1882-1950) och Valborg Øberg (1884–1978). Han blev utlärd rörmokare 1924 och fick anställning på en gasmätarfabrik i Stubbekøbing. Som 19-åring utsågs han till fackligt ombud och kort därefter till ordförande för rörmokarnas fackförbund, Blikkenslagernes Fagforening, i Stubbekøbing (1925-1931). Han var även styrelseledamot i Blikkenslagernes Fagforenings landsorganisation (1930-1943), samt dess sekreterare (1936-1943). Han var samtidigt politiskt engagerad som ordförande för Danmarks Socialdemokratiske Ungdom i Stubbekøbing (1925-1929) och för Socialdemokratiets lokala avdelning (1929-1931) och var en av initiativtagarna till upprättandet av Arbejdernes Oplysningsforbund i Stubbekøbing. Han flyttade till Köpenhamn 1931 och var från 1943 sekreterare i LO samt ledamot i dess verkställande utskott (1943-1960). Han var känd som nykterist och icke-rökare.
Jensen var en av dem som, tillsammans med politiska, fackliga och arbetsgivarföreträdare, under de folkliga strejkerna mot nazisterna 1943 vädjade till Köpenhamns befolkning om att återuppta arbetet. Från 1946 var han styrelseledamot för Arbejderbo, ett bostadsbolag knutet till arbetarrörelsen, och var senare dess ordförande (1955-1960). Han var också vice ordförande för folkhögskolorna i Esbjerg (1953-1960) och Roskilde (1954-1960), samt ledamot i det verkställande utskottet för Krogerups folkhögskola, som alla var knutna till arbetarrörelsen. Han var representant och senare vice ordförande för Statens Byggeforskningsinstitut (1959-1960), styrelseledamot i Teknologisk Institut (1948-1960).

## Politisk karriär
Jensen blev vald till Folketinget första gången 1953 för Valbys valkrets. Han innehade uppdrag i flera utredningar och kommittéer, däribland: Handelsdepartementets produktivitetskommitté (1952-1960), arbetsmarknadskommittén. (1949-1958) och Arbejdsmarkedsrådet (1958-1960). I Folketinget var han bl.a. ledamot i grönlandsutskottet och löneutskottet. Han utsågs till bostadsminister i Viggo Kampmanns första regering i februari 1960 och behöll denna post till 1964. Till skillnad mot företrädaren Kaj Bundvad försökte han stärka de allmännyttiga bostäderna. Under hans mandatperiod som grönlandsminister fick Grönlands Landsråd sin första folkvalda ordförande och de första regleringarna av grönländska naturresurser infördes.
Jensen avgick som minister i samband med att den borgerliga koalitionen vann valet 1968 och han fortsatte som ledamot i Folketinget. Samma år blev han ledamot i Grønlandsrådet. Han lämnade politiken 1971, då han inte lyckades bli omvald.